# 四水六崗
四水六崗（藏語：ཆུ་བཞི་སྒང་དྲུག་，威利转写：Chu-bzhi-sgang-drug，藏语拼音：Chushi Gangdruk，音譯為「處溪岡竹」）為西藏歷史上一支反抗中國共產黨及中华人民共和国統治的準軍事游擊隊，其成員以康人为主，宗旨為「於中国統治下捍衛藏傳佛教文化」:196。
其1958年6月16日於拉薩建軍，成立時受美国中情局西藏项目资金援助軍費、軍火、彈藥及器材等資源，並曾於美國科罗拉多州赫尔营军事基地接受军事训练。1959年藏區騷亂爆發後，衛教軍曾派出三十名騎兵護送第十四世達賴喇嘛流亡印度，其後持續於西藏山南及尼泊爾木斯塘等地武裝抵抗中共統治；直至1972年尼克遜訪華后，中情局因中美破冰而停止援助四水六岗卫教军。1973年，尼泊尔政府受中共施壓而出兵围剿其境内的卫教军势力，至1974年卫教军成员全部戰死或投降，其高层则為尼軍所俘。

## 象徵

### 命名
「四水六崗」始創之時，其領袖恩珠倉·貢布扎西及人员均主要来自中共首先推行土改的康地（衛藏人多參與噶廈政權的藏軍，其時已因十七條協議為中共解放軍所收編）。康區地界涵蓋怒江、瀾滄江、金沙江（長江上游）、雅礱江四條河流與撒茂崗（又譯「色莫崗」）、察哇崗（又譯「察瓦崗」）、瑪爾康崗（又譯「瑪康崗」）、包柏爾崗（又譯「繃波崗」）、瑪爾扎崗（又譯「瑪察崗」）、木雅崗（又譯「木雅熱崗」）六座山脈，故藏族傳統上稱康區為「四水六崗」。

### 標誌
四水六崗的旗幟是黃底上兩把交叉的劍：黃色代表它要捍衛的佛教。帶火焰的劍是代表智慧的菩薩文殊師利的武器，能夠斬斷癡根（因認為共產主義來自無明）。出鞘的劍代表康巴人的勇敢與傳統，它是康巴人唯一知道如何手工自製的武器。:197

## 历史

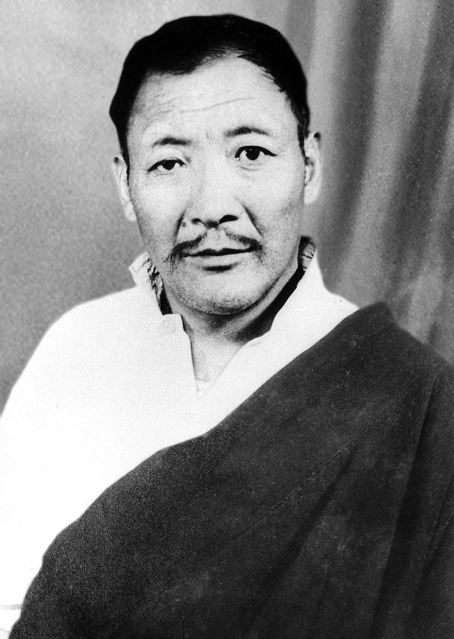
衛教軍總司令恩珠仓·贡布扎西

### 創始
1950年代初，中共於藏區開展西藏土地改革運動，其首個目標為康區並在當地遭到強烈反抗，到1958年已有超過15,000康巴人逃到拉薩。官方宣布沒有拉薩戶口的康巴人不能住在拉薩，康巴人因此移居拉薩以南的山南市。反抗運動最初彼此獨立，各自為政，後來在恩珠仓·贡布扎西的領導下統一，在洛札成立「四水六崗」。康巴人原本只有地域觀念而沒有國家的觀念，「四水六崗」的成立是形成康巴人身份認同的重要事件。

### 壯大
早期以總司令恩珠仓·贡布扎西、第一副總司令甲马仓·桑培、第二副總司令夏格仓·朗加多吉、總參謀長哈吉上佐、前敵總指揮拉珠·阿旺、政治總長江潘群则、後勤總長安殊喇嘛、直貢·索朗巴卓:38為主的領导人，在青海省（安多）、四川省及云南省（康區）與中国人民解放军賀炳炎部三兵團、陳賡部四兵團、楊勇部五兵團纏鬥多年，最後成立四水六崗衛教志願軍，隨後迅速壯大，由七百人發展成一萬人以上的半正規軍:77-78，更有吸納投誠的解放軍官兵，其中以姜華亭（藏名羅桑扎西，原解放軍炮兵營長，1987年5月2日因糖尿病病逝:157）最廣為人知:4。以山南哲古宗為根據地的衛教軍經常襲擾西藏軍區張國華部十八軍及地方中共军政人员，殲滅解放軍駐藏部隊六百多人，黨政人員五百多人，斃傷中共軍政人員約兩千人，擊毀汽車100多輛，並繳獲大量物資:79、82。
1957年，美国中央情报局用外国人驾驶B-17轟炸機，将在塞班島接受特工训练的理塘人阿塔和洛孜二人空投到山南的桑耶寺旁，两人携带RS-1無線电台潜入拉萨，與恩珠仓·贡布扎西取得联系。由於理塘天氣不良，另一隊特工四人折返，在11月第二次空投到理塘附近。:227-231:29
1959年藏區騷亂爆發後，衛教軍派出三十餘名騎兵護送第十四世達賴喇嘛流亡印度，數日後游擊隊員阿塔、洛孜以無線電通知中情局達賴已安全抵達的消息。
1960年以后，四水六岗卫教军仍在尼泊尔北部的木斯塘坚持对抗中国人民解放军的游击战，时常袭扰西藏边境地区。中情局特工約翰·肯尼思·諾斯（英語：John Kenneth Knaus）表示，中情局支援衛教军最大的情報收穫來自1961年10月25日，一支四十餘人的衛教军騎兵於扎东地区牛库（现萨嘎县拉藏乡）附近突襲解放军西藏军区边防5团盛永琛副团长带領的一个加强班車隊，全殲解放軍11人並繳獲1,500份機密檔案，其中包括大躍進失敗的確切證據以及解放軍戰鬥序列。其他情報收穫包括1962年獲得中國導彈計畫與發展原子彈的情報，以及在1964年埋下探測器，成為美國證實中國在羅布泊進行原子彈試爆的最早來源。

### 沒落
1972年美國總統尼克遜訪中，中美關係改善，美國政府及中情局亦因此停止援助四水六崗衛教軍。1973年，尼泊爾國王比蘭德拉訪中，中国总理周恩来表示希望尼泊尔政府采取行动剿灭衛教军。毛澤東威脅比蘭德拉，如果尼泊爾不剿滅衛教軍，中國將採取軍事行動。:96

### 覆亡
1973年底，尼泊尔政府向衛教軍下了最后通牒，要求他们必须在1个月内投降。为了让衛教軍能理解，政府将最后通牒翻译成藏文，在木斯塘县四处张贴，后来又将时限后延了15天，但仍没有等到衛教軍投降的消息。比兰德拉国王等到1973年底時終於失去耐心並下令展开军事行动，国防部下令驻扎在博克拉市的第三旅出动约3500名士兵，另外动用了2000多名警察。不过尼军将领仍然没有什么信心打胜仗，因为尼军一般都在平原地区活动，几乎没有山地作战经验。1974年初，比兰德拉国王接见了率部分裂投降尼泊爾的衛教軍前司令巴巴益西和他的侄子，以土地、安家费及尼泊尔国籍為條件利誘其指揮衛教軍舊部協助政府軍的清剿行動，最終獲其同意並成功動員300人。
1974年春，随着政府军包围圈的缩小，衛教军几乎失去了希望。当时达赖喇嘛的驻尼代表顿珠朗杰和达赖二哥嘉乐顿珠的秘书拉莫次仁找到尼泊尔政府，称他们带来了达赖喇嘛本人的录音带，达赖命令衛教軍投降。与此同时，在尼泊尔驻印度使馆，嘉乐顿珠和达赖喇嘛的代表彭措通登多次拜访尼泊尔大使，并保证命令衛教軍投降。绝大多数衛教軍戰士在聽完达赖喇嘛的录音带後即向尼军繳械投降
；但仍有負隅頑抗的少數殘部，据倒戈的衛教軍舊部报告，一名衛教軍指揮官甲多旺堆率同36名親兵，帶備63匹马、13头驴、4部无线电、相当数量的步枪、手枪和手榴弹並准备於廷克斯山口突围，意欲投奔位於印度達蘭薩拉的西藏流亡政府。随着旺堆西逃，尼泊尔国防部命令尼军位于西部的第四旅担任主攻，当时参加行动的共有4个连近800名士兵，最后阶段动用的武装直升机达到4架，并动用了不少无线电设备。1974年7月，尼军终于在尼泊尔、印度和中国边境的三角地带、尼泊尔的达尔朱拉县追上旺堆所部，旺堆及四名親兵於交火後戰死，其餘殘部或被俘或逃走。当时尼军并不知道旺堆本人是否在被击毙的武装人员当中。尼军用直升机将巴巴益西送到现场，最終经他指认才得以确定旺堆已戰死:98-99。四水六崗衛教軍至此徹底覆滅。

### 後續
清剿行動中的衛教軍戰俘其後被羈押於加德滿都至1980年釋放，獲釋後多投奔達蘭薩拉流亡政府並為當地流亡藏人以戰爭英雄身份尊崇，當中一名前指揮官宗喀·拉莫才仁（Tsongkha Lhamo Tsering，1924-1999）更於1993年出任流亡政府安全部長。

## 相關著作
- 次仁旺久. . 西藏流亡政府外交與新聞部. 2001年1月. OCLC 122917138.
- Birgit van de Wijer. . Amberley Publishing. 2010-09-15. ISBN 978-1-4456-1245-4.（英文）紀錄了48位西藏反抗運動戰士的口述歷史。
- Tsering Shakya. . Columbia University Press. 1999年: 165–202頁. ISBN 978-0-231-11814-9. 中譯本：茨仁夏加. . 謝惟敏譯. 左岸文化. 2011年3月. ISBN 9789866723490.
- Kenneth J. Conboy; James Morrison. . University Press of Kansas. 2002年4月. ISBN 978-0-7006-1788-3.（英文）
- Jamyang Norbu. . Wisdom. 1986年. ISBN 978-0-86171-050-8.